# Ailsa Craig
Ailsa Craig (schottisch-gälisch: Creag Ealasaid, deutsch „Elizabeths Felsen“) ist eine unbewohnte, zu Schottland gehörende Insel im Firth of Clyde. Sie liegt etwa 16 Kilometer westlich von Girvan und gehört zu South Ayrshire. Die Insel ist vulkanischen Ursprungs und erhebt sich bis auf eine Höhe von 338 Meter.
Während der schottischen Reformation stellte Ailsa Craig einen sicheren Ort für die Katholiken dar. 1831 wurde der Earl von Cassilis der erste Markgraf der Insel. Von Mitte des 19. bis zur Mitte des 20. Jahrhunderts war die Insel vor allem wegen ihres seltenen Granitgesteins namens Ailsite (ein Riebeckit-Mikrogranit) bekannt. Es werden die beiden Variationen Blue Hone und Ailsa Craig Common Green unterschieden. Unter der Handelsbezeichnung Ailsite vertriebener Granit wird heute noch zur Herstellung von Curlingsteinen verwendet. Das Monopol für den Abbau liegt bei einer einzigen Firma. Wegen des Vogelschutzes ist der Abbau heute stark reglementiert und nur an wenigen Tagen möglich. Gestein von der Insel wurde auch in der Edinburgher St. Giles Cathedral verwendet.
In den 1970er Jahren wurde der Leuchtturm auf Automatikbetrieb umgerüstet.  Auf ihr nisten Basstölpel und die Alkenvögel, die einst zur Dezimierung von Rattenpopulationen angesiedelt worden waren. Ende 2012 stand die Insel für 1.500.000 Pfund Sterling zum Verkauf.
Die Insel ist auch unter weiteren Namen bekannt:
- A’ Chreag
- Aillse Creag
- Creag Alasdair
- Ealasaid a’ Chuain
- Alasan
- Paddy’s Milestone